# Libretto
Libretto (diminutiv af italiensk: libro, "bog") er teksten til en større vokalkomposition i dialogform, f.eks. en opera, et oratorium, en operette, en musical eller en kantate. Forfatteren til en libretto kaldes en librettist.

## Kendte librettister
- Arrigo Boito
- Louis Gallet
- Nicolas François Guillard
- Nicola Francesco Haym
- Hugo von Hofmannsthal
- Luigi Illica
- Pietro Metastasio
- Francesco Maria Piave
- Lorenzo da Ponte
- Felice Romani
- Gaetano Rossi
- Eugène Scribe
- Cesare Sterbini
- Apostolo Zeno